# نادي اتحاد نبروه
نادي اتحاد نبروه الرياضي هو نادي رياضي مصري تأسس في الدقهلية سنة 1935 يقع بمحافظة الدقهلية بمدينة نبروه، وهو يعتبر من الأندية الشعبية.

## تاريخ النادي
لم يسبق للفريق المشاركة مسبقا في الدوري الممتاز .. ويشارك الفريق بصفه مستمره بين مسابقتي القسم الثاني والقسم الثالث ومن أبرز مباريات الفريق في تاريخه ,, مبارته مع الاهلى في دور ال32 من مسابقه كاس مصر في موسم 87/88 . وانتهت بفوز الاهلى بهدفين مقابل لاشيء ,, أحرزهما حمدي أبو راضي ومجدي عبد الغني .. في المباره التي أقيمت على ملعب المقاولون العرب .

## المدربين
تولى تدريب الفريق، العديد من نجوم التدريب في مصر .. ومنهم أحمد سند وطارق سليمان المدرب المساعد الحالي بنادي الزمالك ومحمد رضوان المدير الفني لغزل المحلة وطارق يحيي المدير الفني لنادي الإنتاج الحربي . ويعد وائل شفيق لاعب النادي الأهلى والمعار إلى نادي المنصوره من أبرز اللاعبين الذين تخرجوا من نادي نبروه عبر تاريخه.